# Ioannis Poulos
Ioannis Poulos (griechisch Ιωάννης Πούλος) war ein griechischer Fechter.
Bei den Olympischen Sommerspielen 1896 in Athen trat Poulos im Florettfechten an. Er wurde in der Vorrunde Letzter der Gruppe A und verlor alle drei Wettkämpfe. Gemeinsam mit seinem Landsmann Georgios Balakakis wurde er Siebter im Wettbewerb.